# Tito Bustillo
Tito Bustillo är en grotta i Spanien.   Den ligger i provinsen Province of Asturias och regionen Asturien, i den norra delen av landet, 400 km norr om huvudstaden Madrid.
Terrängen runt Tito Bustillo är kuperad åt sydväst, men österut är den platt. Havet är nära Tito Bustillo åt nordost. Runt Tito Bustillo är det ganska glesbefolkat, med 47 invånare per kvadratkilometer. Närmaste större samhälle är Ribadesella, 0,96 km sydväst om Tito Bustillo. 